# Explorer 10
Explorer 10 (também conhecido como Explorer X ou P14) foi um satélite estadunidense de pesquisas espaciais. Foi lançado em 25 de março de 1961 da Estação da Força Aérea de Cabo Canaveral, nos Estados Unidos.
O objetivo da missão foi investigar os campos magnéticos e de plasma como o satélite passou pela magnetosfera terrestre e no espaço cislunar. O satélite foi lançado em uma órbita altamente elíptica e foi estabilizada com um período de rotação de 0,548 segundo. A direção de seu vetor de rotação foi de 71 graus de ascensão reta e declinação de menos 15 graus. Devido à duração limitada das baterias do satélite, os únicos dados úteis foram transmitidos em tempo real, durante 52 horas na porção ascendente da primeira órbita do Explorer 10. A distância entre a Terra quando o último bit de informação útil foi transmitido foi de 42,3 raios terrestres, e a hora local neste ponto foi 2.200 horas. Em 1º de junho de 1968 o satélite decaiu de sua órbita.

## Projeto
O Explorer 10 foi um satélite de formato cilíndrico, movido a bateria, com dois instrumentos magnetômetros de detectam portas de fluxo e um magnetômetro de vapor de rubídio que se estende do corpo do satélite, e um copo de plasma sonda faraday. Os magnetômetros foram produzidas pelo Goddard Space Flight Center, e pelo MIT  em Cambridge, Massachusetts, Estados Unidos.